# Outlaws (игра, 1997)
Outlaws — компьютерная игра в жанре шутера от первого лица, разработанная и изданная LucasArts 7 апреля 1997 года для платформы Windows. Сюжет игры повествует об отставном маршале США Джеймсе Андерсоне, осевшем на просторах Дикого Запада и вершащем правосудие над бандой преступников.
В 1998 году вышло бесплатное дополнение Handful of Missions, повествующее о службе Андерсона в качестве действующего маршала.

## Сюжет
Отставной маршал Джеймс Андерсон, вернувшись домой, находит свою жену Анну при смерти. Она сообщает, что их дочь Сару похитили два бандита Мэтт «Доктор Смерть» Джексон и Сэм «Тощий» Фултон. Участок Андерсонов стоит на пути строящейся железной дороги, и владелец Боб Грэхем нанял бандитов, чтобы те «убедили» жителей округа продать участки ему. Однако психически нестабильный Доктор Смерть неправильно интерпретировал намерения Грэхема, и вместо того, чтобы просто запугать семью Андерсонов, он убил жену, похитил дочь и сжёг дом дотла.
Похоронив жену Джеймс снова берёт в руки оружие и отправляется на поиски дочери. Выслеживая разбойников Грэхема одного за одним, он продвигается всё дальше и дальше, оставляя за собой только смерть. На привалах Джеймса снится один и тот же кошмар из воспоминаний, как в детстве на его глазах убили его отца. Андерсон находит Доктора Смерть в заброшенной шахте, где тот, пытаясь бежать, оказывается подвешенным на верёвке над глубокой пропастью без возможности выбраться самостоятельно. Доктор Смерть говорит, что дочь Андерсона спрятана в старом индейском поселении. В итоге Андерсон сигарой пережигает верёвку, и Доктор Смерть падает вниз.
В индейском поселении Андерсон попадает в засаду, устроенной индейцем Два Пера. Сразив его, Андерсон узнаёт о настоящем местонахождении Сары — во владениях Боба Грэхема, на ранчо Биг Рок. Андерсон с боем пробивается в особняк, где в финальной перестрелке побеждает Грэхема. Считая того убитым, Андерсон обнимает дочь, но Грэхем из последних сил наставляет на него револьвер, объявляя, что это именно он убил отца Андерсона. В последний момент Сара хватает револьвер отца и точным выстрелом убивает Грэхема. В конце отец и дочь уезжают в закат.

## Игровой процесс
Outlaws является классическим 2,5D-шутером от первого лица, использующем движок от более раннего проекта LucasArts Star Wars: Dark Forces. Игроку доступны различные виды оружия, характерного для времён Дикого Запада: револьвер, винтовку (для которой также доступен снайперский прицел), дробовик и динамитные шашки. Также в инвентаре персонажа есть различные предметы, например, керосиновая лампа для освещения тёмных мест или лопата для ведения раскопок.
Outlaws стала первой игрой, в которой доступна стрельба через снайперский прицел, а также одной из первых игр, продемонстрировавших игровую механику перезарядки оружия.
Выбранная сложность игры сильно влияет на прохождение: на более лёгких уровнях (названных «Good» и «Bad») действующий персонаж может выдержать несколько попаданий, когда как на самом сложном («Ugly») зачастую единственное попадание может оказаться смертельным. Из-за этого перестрелки в стиле вестернов на лёгких уровнях превращаются в тяжёлые бои с использованием укрытий на сложном.
Помимо одиночной компании, в игре присутствует многопользовательская игра в режиме deathmatch с различными вариациями. Outlaws была одной из самых популярных многопользовательских игр сервиса MSN Games. Игроки могли выбирать между шестью персонажами из основной компании: Мэтт «Доктор Смерть» Джексон, «Кровавая» Мэри Нэш, Джеймс Андерсон, вождь Два Пера, «Джентльмен» Боб Грэхем и «Плюющийся» Джек Санчез. Каждый из персонажей обладал своими характеристиками, такими как скорость, выбор оружия и сопротивляемость урону.
Бесплатное дополнение Handful of Missions также добавляло девять карт (четыре из которых использовались для кампании дополнения). В одиночной кампании молодому маршалу Джеймсу Андерсену предстояло арестовать четырёх бандитов, разбойничавших на территории округа. Прохождение этой кампании не является обязательным для начала основной кампании, однако даёт представление о прошлом отставного маршала.

## Разработка
Outlaws использовала обновлённую версию движка Jedi, использовавшегося в предыдущей игре LucasArts Star Wars: Dark Forces, с использованием ряда фирменных библиотек компании, включая INSANE, использовавшейся для «бесшовного» воспроизведения кат-сцен. Общая стилистика игры была навеяна классическими фильмами-вестернами, такими как «Хороший, Плохой, Злой» и «За пригоршню долларов».
Помимо масштабного дополнения Handful of Missions, LucasArts поддерживала игру выходом нескольких патчей, включивших поддержку Glide, A3D и DirectX. Outlaws поддерживала моддинг со стороны пользователей, собрав вокруг себя крепкое сообщество любителей игры. С момента выхода игры пользователями было создано свыше 1500 многопользовательских карт.
Игра также отличалась оркестровой музыкой, написанной композитором Клинтом Баджакяном. Саундтрек включал в себя 15 композиций и был записан в формате Mixed-Mode CD. Его можно было воспроизводить на любом проигрывателей компакт-дисков. В озвучивании игры приняли участие множество известных актёров, включая Джона де Ланси, Ричарда Молла, Джека Эйнджела.

## Критика
| Сводный рейтинг         | Сводный рейтинг |
| Агрегатор               | Оценка          |
| ----------------------- | --------------- |
| GameRankings            | 79,80 %         |
| Иноязычные издания      |                 |
| Издание                 | Оценка          |
| CGW                     | [ 10 ]          |
| Edge                    | 4/10            |
| GameRevolution          | A−              |
| GameSpot                | 8,6/10          |
| Next Generation         | [ 14 ]          |
| Computer Games Magazine | [ 15 ]          |
| Русскоязычные издания   |                 |
| Издание                 | Оценка          |
| Game.EXE                | 90/100          |
| «Страна игр»            | 7/10            |

Outlaws получила в основном положительные отзывы, попав в несколько списков «Лучшие игры» по версиям различных изданий.
Рецензент GameSpot отметил кинематографичность игры и большое влияние произведений Серджо Леоне, назвав Outlaws «самым лучшим шутером по Дикому Западу на данный момент».
Computer Gaming World присудил саундтреку к игре свою награду «Musical Achievement» за 1997 год. В 2008 году IGN отметил саундтрек в своём списке «10 величайших альбомов видеоигр».